# Diplomaragna terricolor
Diplomaragna terricolor är en mångfotingart som först beskrevs av Carl Graf Attems 1899.  Diplomaragna terricolor ingår i släktet Diplomaragna och familjen Diplomaragnidae. Inga underarter finns listade i Catalogue of Life.